# Mauretania na Mistrzostwach Świata w Lekkoatletyce 2017
Mauretania na Mistrzostwach Świata w Lekkoatletyce 2017 – reprezentacja Mauretanii podczas Mistrzostw Świata w Londynie liczyła 1 zawodnika, który nie zdobył medalu.

## Rezultaty
| Zawodnik      | Konkurencja         | Eliminacje | Eliminacje | Finał    | Finał   |
| Zawodnik      | Konkurencja         | Rezultat   | Pozycja    | Rezultat | Pozycja |
| ------------- | ------------------- | ---------- | ---------- | -------- | ------- |
| Mohamed Sambe | Bieg na 5000 metrów | 16:16,29   | 39.        | NQ       | NQ      |